# Rachau
Rachau är en ort i Sankt Margarethen bei Knittelfeld i distriktet Murtal i förbundslandet Steiermark i Österrike. Rachau var tidigare en självständig kommun, men blev den 1 januari 2015 en del av kommunen Sankt Margarethen bei Knittelfeld.
Kommunen bestod av tre orter (Ortschaften) (inom parentes invånarantal 1 januari 2024):
- Glein (124)
- Mitterbach (135)
- Rachau (293)